# Association internationale du parfum
L'Association Internationale du Parfum (en anglais : The International Fragrance Association, IFRA) est l'organisme représentatif mondial de l'industrie du parfum. Son objectif est de représenter les intérêts collectifs de l’industrie et de promouvoir l’utilisation sûre des parfums par le biais de la réglementation. 
L'organisme est principalement connu par l'édiction de listes de substances dont l'utilisation dans les parfums est interdite ou limitée à cause des risques pour les utilisateurs.
Son siège social est à Genève, en Suisse, et son centre opérationnel à Bruxelles, en Belgique. 

## Histoire
L'association est fondée en 1973. 
En 2020, l'IFRA, en association avec l'Organisation Internationale de l'Industrie des Arômes (IOFI), a lancé la « Charte de développement durable IFRA-IOFI ».

## Objectifs et rôles
L'IFRA est l'organisme d'autoréglementation officiel représentatif de l'industrie du parfum dans le monde entier. Son objectif principal est de garantir la sécurité des matières premières de la parfumerie grâce à un programme scientifique dédié. L'IFRA publie une liste de standards d'utilisation des matières premières de la parfumerie, limitant ou interdisant l'utilisation d'ingrédients, sur la base des conclusions de l'Institut de Recherche sur les Matières premières de la Parfumerie (RIFM), qui rassemble des données sur la sécurité des matières premières de la parfumerie,,.
Le RIFM, partenaire de l'IFRA pour l'expertise technique, existe depuis 1967. En mai 1978, un comité consultatif a été créé avec 4 membres de l'IFRA et 4 membres du RIFM, avec 4 réunions annuelles au cours desquelles les propositions de modifications des standards sont examinées,.

### Standards IFRA
Les standards IFRA sont régulièrement amendés afin tenir compte des avancées scientifiques. Par exemple, la version publiée en juillet 2023 intègre tous les standards précédents jusqu'au « 51e amendement ».
Il existe trois types de standards :
- Restriction : Les ingrédients soumis à un standard de restriction ne peuvent pas être utilisés au-dessus de la Concentration Maximale Acceptable (MAC) définie par l'IFRA. Cette concentration dépend de la catégorie dans laquelle se trouve le produit fini.
- Interdiction : L'IFRA interdit l'utilisation de certains ingrédients.
- Spécification : Ces ingrédients ne sont autorisés que s'ils répondent à des critères spécifiques décrit dans le standard (niveau maximal d'impureté, méthodes d'extraction, etc.).

Dans beaucoup de pays, l'édiction des standards relève de la responsabilité d'un organisme coordinateur, tel que la FDA aux États-Unis, la FSCJ au Japon, l'USFDA en Chine ou la FSSAI en Inde. L'IFRA travaille en relation étroite avec ces organismes, qui sont consultés avant la publication par l'IFRA d'un amendement du standard.
Les standards de l'IFRA sont publiés en libre accès sur le web.
Il n'y a que des cas très rares d'industriels ayant dérogé aux standards établis par l'IFRA.

## Organisation de l'IFRA
Ses membres comprennent sept entreprises multinationales appelées « membres réguliers » et 23 associations nationales. Il existe dix « membres de soutien » issus de pays dans lesquels l'IFRA n'a pas d'association nationale.
Depuis 2016, La présidente exécutive de l'IFRA est Martina Bianchini. Le conseil d'administration est présidé par Hans Holger Gliewe,.

## Critiques
L'élimination par l'IFRA de plusieurs ingrédients de la parfumerie a entraîné une reformulation de différents parfums. Certaines odeurs et caractéristiques chimiques avantageuses de substances interdites s’avèrent difficiles, voire impossibles, à reproduire, ce qui appauvrit sensiblement la gamme des odeurs du marché. Ainsi, la journaliste Noy Thrupkaew a écrit : « Beaucoup de créateurs de fragrances estiment que les restrictions de l'IFRA et de l'Union Européenne sont allées trop loin, et ce n’est pas nécessairement dans le meilleur intérêt des consommateurs. Certains auraient souhaité que les deux organismes limitent leurs règles aux exigences en matière d'étiquetage. De cette façon, les consommateurs pourraient prendre eux-mêmes des décisions éclairées ».